# Administración Portuaria Integral de Acapulco
La Administración Portuaria Integral de Acapulco S.A. de C.V. (API Acapulco) es una empresa privada que empezó operaciones en 1996 en Acapulco con el fin de mejorar y facilitar el arribo y salida de cruceros en el puerto, sobre todo de tipo turísticos mediante la creación de un muelle de uso mixto o turístico y comercial.
Actualmente esta empresa opera el Puerto Internacional de Acapulco.

## Información
El principal objetivo de esta empresa es la recepción de cruceros turísticos, el desarrollo de actividades de turismo náutico y la operación de vehículos.
Cuenta con certificación ISO-9001/2008, por el Gobierno Mexicano en cuanto al cumplimiento del código PBIP y se encuentra en proceso de obtención de la certificación ambiental bajo el esquema de Auditoría Ambiental por parte de la SEMARNAT.

## Exportación de automóviles
Al haber bajado la llegada de cruceros al Puerto Transatlántico Internacional Teniente José Azueta la empresa ha recibido un aumento en la importación y exportación de automóviles principalmente de firmas establecidas en Puebla y Saltillo, indica el reporte de la empresa al Cuarto trimestre de 2011. Las exportaciones aumentaron de 10 mil unidades en 2003 a 90 mil en el 2011.
Reitera TMM que la disminución de ingresos en el cuarto trimestre de 2011 fue compensada por un aumento del 83.7% en los ingresos del segmento de maniobras de automóviles en Acapulco, debido a un incremento en los volúmenes de exportación a Sudamérica y Asia, aunque también se exportan a la cuenca del Pacífico y Centroamérica.
Según el informe las principales mejoras en 2011 fueron:
- Aumento del 36.9% en el segmento automotriz en Puebla y Saltillo
- Aumento del 45.6% en las maniobras de automóviles en Acapulco
- Aumento del 5.5% en el mantenimiento y reparación de contenedores

### Estacionamiento
La API Acapulco pretende ampliar su estacionamiento en un área de terreno para 450 vehículos, en la zona Tradicional, en lo que se conocía como Jardín del Puerto, esto como parte de una concesión federal.
Varias organizaciones ambientalistas se han opuesto por a la devastación de árboles y pérdida de la vista, y puntualizaron que en el área únicamente será improvisado un estacionamiento de un nivel, para lo cual ya poseen permisos de la Secretaría de Comunicaciones y Transportes (SCT), así como de la Secretaría del Medio Ambiente y Recursos Naturales (Semarnat).

## Empresas Ligadas
- Grupo TMM
- Secretaria de Comunicaciones y Transportes
- Ayuntamiento del Municipio de Acapulco
- FIDETUR
- La Asociación de Cruceros de Florida y el Caribe (FCCA)
- American Association of Port Authorities